# Alfred Micallef
Alfred Micallef (Qormi, 1954. június 16. –)  máltai nemzetközi labdarúgó-játékvezető.

## Pályafutása

### Nemzeti játékvezetés
A Máltai labdarúgó-szövetség Játékvezető Bizottságának (JB) minősítésével 1991-től a Premier League játékvezetője. A nemzeti játékvezetéstől 2002-ben visszavonult. Országos minősítésű mérkőzéseinek száma: 300.

#### Nemzeti kupamérkőzések
Vezetett kupadöntők száma: 2.

##### Máltai labdarúgókupa
| Időpont | Helyszín                  | Mérkőzés típusa | Mérkőzés                       | Eredmény |
| ------- | ------------------------- | --------------- | ------------------------------ | -------- |
| 1994.   | Nemzeti Stadion, Ta’ Qali | döntő           | Floriana FC–Valletta FC        | 2 – 1    |
| 1995.   | Nemzeti Stadion, Ta' Qali | döntő           | Valletta FC–Ħamrun Spartans FC | 1 – 0    |

### Nemzetközi játékvezetés
A Máltai labdarúgó-szövetség JB terjesztette fel nemzetközi játékvezetőnek, a Nemzetközi Labdarúgó-szövetség (FIFA) 1992-től tartotta nyilván bírói keretében. A FIFA JB központi nyelvei közül az angolt beszéli. Az UEFA JB besorolása szerint a „mester” kategóriába tevékenykedett. Több nemzetek közötti válogatott, valamint Intertotó-kupa, Kupagyőztesek Európa-kupája és UEFA-kupa klubmérkőzést vezetett, vagy működő társának alapvonalbíróként segített. A máltai nemzetközi játékvezetők rangsorában, a világbajnokság-Európa-bajnokság sorrendjében többedmagával a 3. helyet foglalja el 4 találkozó szolgálatával. A  nemzetközi játékvezetéstől 1999-ben búcsúzott. Válogatott mérkőzéseinek száma: 8.

#### Labdarúgó-világbajnokság
Az 1994-es labdarúgó-világbajnokságon és az 1998-as labdarúgó-világbajnokságon a FIFA JB bíróként alkalmazta. Selejtező mérkőzéseket az UEFA zónában vezetett.

##### 1994-es labdarúgó-világbajnokság
| Időpont           | Helyszín                               | Mérkőzés típusa           | Mérkőzés               | Eredmény | Nézők száma |
| ----------------- | -------------------------------------- | ------------------------- | ---------------------- | -------- | ----------- |
| 1993. február 24. | Ramón Sánchez Pizjuán Stadion, Sevilla | előselejtező (3. csoport) | Spanyolország–Litvánia | 5 – 0    | 21 000      |

##### 1998-as labdarúgó-világbajnokság
| Időpont             | Helyszín                      | Mérkőzés típusa           | Mérkőzés              | Eredmény | Nézők száma |
| ------------------- | ----------------------------- | ------------------------- | --------------------- | -------- | ----------- |
| 1997. szeptember 6. | Eschen-Mauren Stadion, Eschen | előselejtező (8. csoport) | Liechtenstein–Románia | 1 – 8    | 5 100       |

#### Labdarúgó-Európa-bajnokság
Az 1996-os labdarúgó-Európa-bajnokságon és a 2000-es labdarúgó-Európa-bajnokságon az UEFA JB játékvezetőként foglalkoztatta.

##### 1996-os labdarúgó-Európa-bajnokság
| Időpont             | Helyszín                        | Mérkőzés típusa           | Mérkőzés                   | Eredmény | Nézők száma |
| ------------------- | ------------------------------- | ------------------------- | -------------------------- | -------- | ----------- |
| 1995. szeptember 6. | Abbé-Deschamps Stadion, Auxerre | előselejtező (1. csoport) | Franciaország–Azerbajdzsán | 10 – 0   | 13 479      |

##### 2000-es labdarúgó-Európa-bajnokság
| Időpont          | Helyszín                    | Mérkőzés típusa           | Mérkőzés       | Eredmény | Nézők száma |
| ---------------- | --------------------------- | ------------------------- | -------------- | -------- | ----------- |
| 1999. október 9. | Qemal Stafa Stadion, Tirana | előselejtező (2. csoport) | Albánia–Grúzia | 2 – 1    | 3 000       |